# Callichroma batesi
Callichroma batesi es una especie de escarabajo longicornio del género Callichroma, tribu Callichromatini. Fue descrita científicamente por Gahan en 1894.
Se distribuye por Costa Rica, Honduras, Nicaragua y Panamá. Mide 20-32 milímetros de longitud. El período de vuelo ocurre en los meses de febrero, marzo y agosto.